# Tuscarawas (Ohio)
Tuscarawas es una villa ubicada en el condado de Tuscarawas en el estado estadounidense de Ohio. En el Censo de 2010 tenía una población de 1056 habitantes y una densidad poblacional de 553,97 personas por km².

## Geografía
Tuscarawas se encuentra ubicada en las coordenadas 40°23′31″N 81°23′48″O / 40.39194, -81.39667. Según la Oficina del Censo de los Estados Unidos, Tuscarawas tiene una superficie total de 1.91 km², de la cual 1.84 km² corresponden a tierra firme y (3.4%) 0.06 km² es agua.

## Demografía
Según el censo de 2010, había 1056 personas residiendo en Tuscarawas. La densidad de población era de 553,97 hab./km². De los 1056 habitantes, Tuscarawas estaba compuesto por el 98.96% blancos, el 0.09% eran afroamericanos, el 0% eran amerindios, el 0.47% eran asiáticos, el 0% eran isleños del Pacífico, el 0% eran de otras razas y el 0.47% pertenecían a dos o más razas. Del total de la población el 0.38% eran hispanos o latinos de cualquier raza.